# Peziza hortensis
Peziza hortensis är en svampart som beskrevs av P. Crouan & H. Crouan 1867. Peziza hortensis ingår i släktet Peziza och familjen Pezizaceae.   Inga underarter finns listade i Catalogue of Life.